# نمایشگر سربند

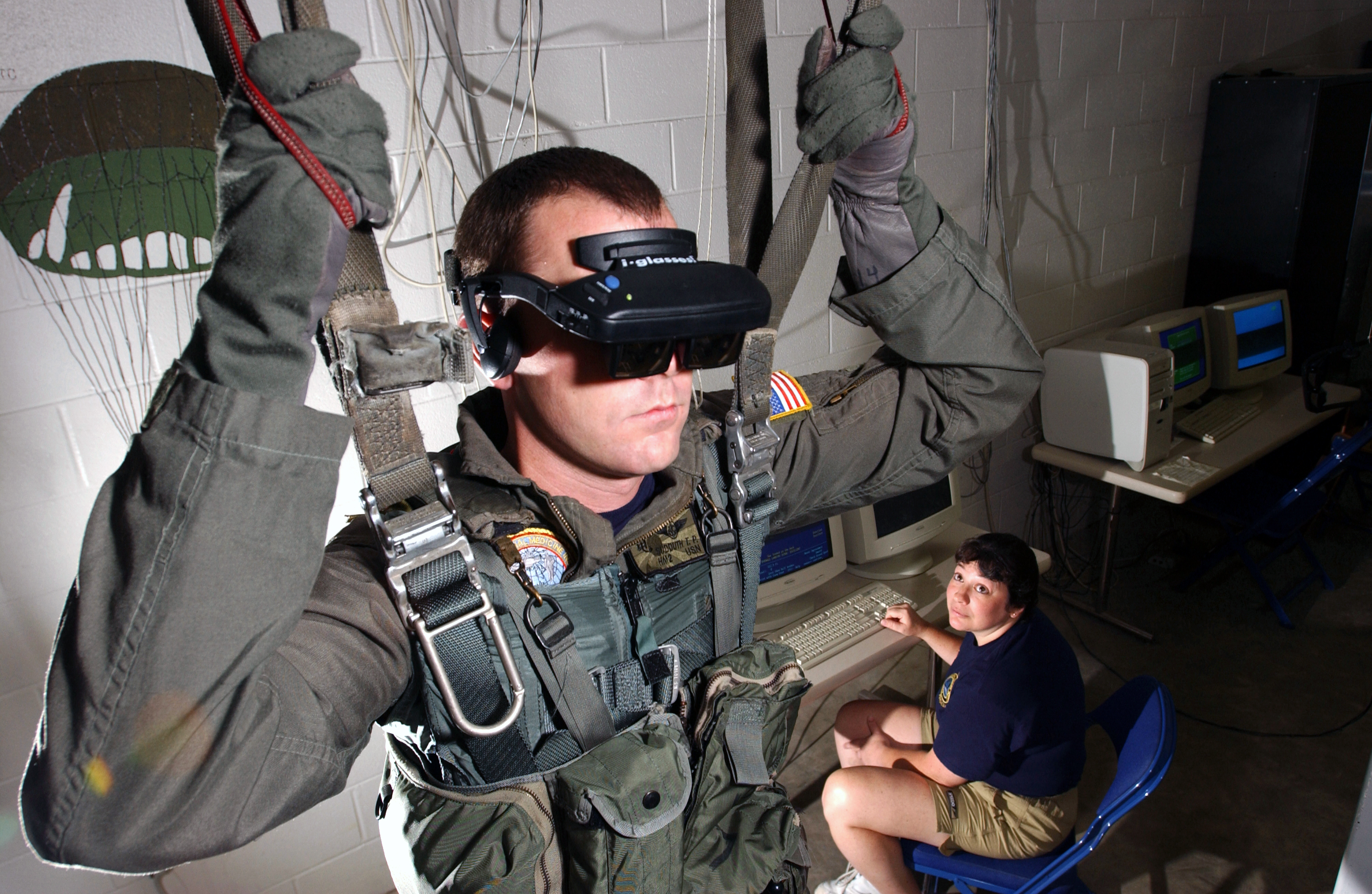
یک چترباز در حال آموزش به وسیله نمایشگر سربند

نمایشگر سربند (به انگلیسی: head-mounted display) (مخفف HMD) نمایشگری است که بر روی سر قرار می‌گیرد یا به عنوان جزئی از کلاهخود، مورد استفاده قرار می‌گیرد. این یک نمایشگر است که مانند عینک در جلوی یک (HMD تک چشمی) یا هر دو چشم (HMD دو چشمی) قرار می‌گیرد.

## نمای کلّی
نوعی از نمایشگر سربند وجود دارد که یک یا دو نمایشگر کوچک با لنزها و آینه های نیمه شفاف، درون کلاهخود یا جلوی کلاهخود قرار دارد. این نمایشگرها در ابعاد مینیاتوری می‌باشد و ممکن است شامل فناوری CRT، LCD، OLED و LCos باشد. برخی از تولیدکنندگان، از چندین نمایشگر کوچک برای افزایش وضوح کلی و افزایش زاویهٔ دید استفاده می‌کنند.